# The Brook Stream Waterfalls
The Brook Stream Waterfalls sind ein Wasserfall am Ostrand der Stadt Nelson auf der Südinsel Neuseelands. Er liegt im Lauf des Flusses The Brook Stream, der im Stadtzentrum kurz vor dessen Mündung in die Tasman Bay / Te Tai-o-Aorere in den Maitai River übergeht. Seine Fallhöhe beträgt rund 5 Meter.
Vom Parkplatz im The Brook Waimarama Sanctuary am Ende der Brook Street führt ein Wanderweg in rund 30 Gehminuten zum Wasserfall.